# 1964 en Italie
Chronologie de l'Italie
- 1960
- 1961
- 1962
- 1963
- 1964
- 1965
- 1966
- 1967
- 1968

## Événements
- 1er - 12 janvier : « guerre des pommes » entre l'Italie et ses partenaires du Marché Commun. Le Conseil des Ministres de la Communauté économique européenne réuni le 6 janvier pour arbitrer le conflit décide que  la France et l'Allemagne doivent rouvrir leurs frontières aux pommes italiennes le 13 janvier[1].
- 11-12 janvier : création à Rome du Parti socialiste italien d'unité prolétarienne (PSIUP) par la composante marxiste du Parti socialiste italien opposée à la collaboration avec les démocrates-chrétiens[2].

- 5 février : grève générale des services publics[3].
- 11 février : premier numéro de la revue Classe operaia[4].
- 23 février : le gouvernement adopte un plan d'austérité contre l'inflation ; trois décrets-lois sont pris : augmentation du prix de l'essence, des impôts directs et indirects, taxe sur l'achat des automobiles, lutte contre l'évasion fiscale, restriction du crédit à la consommation[5].

- 3 mars : l'ingénieur Felice Ippolito est arrêté pour des irrégularités présumées dans la gestion de la CNEN, ancêtre de l'ENEA[6].
- 12 mars : Fiat annonce la réduction du temps de travail dans ses usines à 44 h hebdomadaires[7]. Elle est suivie par Lancia, Alfa-Romeo, Pirelli et Olivetti[5].
- 14 mars : les États-Unis accordent à l'Italie un prêt d'un milliard de lires, et le Fonds monétaire international un crédit de 225 millions de dollars[8].
- 19 mars : ouverture à la circulation du tunnel du Grand-Saint-Bernard, qui relie l'Italie à la Suisse[5].
- 25 mars : Giovanni de Lorenzo (it), commandant général des carabiniers, met au point le plan Solo commandé par le ministre de la défense Giulio Andreotti, ensemble de mesures destinées à être mises en œuvre en cas de coup de force communiste[9].

- 20 avril : lancement de la marque de pâte à tartiner Nutella produite dans le Piémont par la société italienne Ferrero[10].

- 14 mai : le chef de Cosa Nostra, Luciano Liggio, en cavale depuis 16 ans, est arrêté par les carabiniers à Corleone[11].
- 25-31 mai : le IIe Congrès international des architectes et des techniciens des monuments historiques, réuni à Venise, adopte la charte de Venise sur la conservation et la restauration des monuments et des sites[12].

- 26 juin : premiers désaccords entre socialistes et démocrates-chrétiens en Italie. À la suite du vote contraire de la Chambre sur le budget de l’Éducation nationale, Aldo Moro démissionne et constitue le 22 juillet son second gouvernement de centre gauche après une crise difficile, troublée sur de multiples rumeurs sur l’éventualité d’un coup d’État[13].

- 15 juillet : la Cour de justice des Communautés européennes prononce l'Arrêt Costa contre ENEL, qui consacre le principe de la primauté du droit communautaire sur les législations nationales[14].

- 7 août : le président de la République italienne, Antonio Segni, tombe gravement malade. Le président du Sénat exerce les fonctions de chef de l’État par intérim[15].

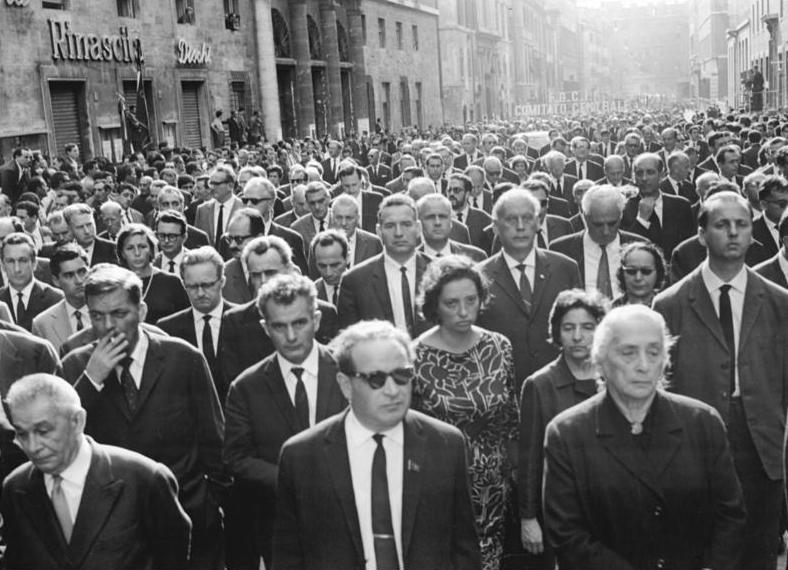
Les représentants de Allemagne de l'Est aux funérailles de Palmiro Togliatti.

- 21 août : mort de Palmiro Togliatti, secrétaire général du Parti communiste italien et plusieurs fois ministre, à Yalta[15]. Ses funérailles de le 25 août sur la place San Giovanni à Rome sont suivies par plus d'un million de personnes.

- 31 août : le gouvernement Moro adopte des mesures de lutte contre l'inflation (augmentation des impôts directs et indirects) et contre la récession (prise en charge par l’État de 2,88 % des charges sociales des entreprises), pour environ 70 milliards de lires[5].

- 18 septembre : le pape Paul VI reçoit la visite de Martin Luther King au Vatican[16].
- Septembre : un million de chômeurs en Italie[5].

- 4 octobre : l'Autostrada del Sole est inaugurée par Aldo Moro[17].

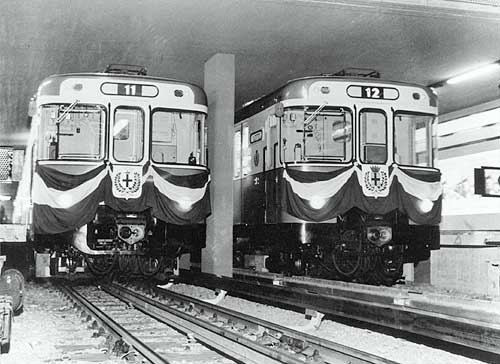
Inauguration du métro de Milan

- 1er novembre : inauguration de la première ligne du métro de Milan[18].
- 23 novembre : le Vol TWA 800 s’écrase pendant son décollage de l'aéroport Léonard-de-Vinci de Rome Fiumicino[19].

- 15 décembre : la NASA lance le premier satellite italien, le San Marco 1[20].
- 28 décembre : Giuseppe Saragat est élu président de la République italienne à la suite de la démission d’Antonio Segni[15].

## Culture
- 21 mars : La chanson Non ho l'età interprétée par Gigliola Cinquetti remporte le Concours Eurovision de la chanson 1964 à Copenhague.

### Cinéma
- 26 juillet : 9e cérémonie des David di Donatello.
- Box-office Italie 1964-1965

#### Films italiens sortis en 1964
- 30 janvier : Sedotta e abbandonata (Séduite et Abandonnée), film de Pietro Germi
- 12 mai : Prima della rivoluzione, film de Bernardo Bertolucci
- 4 septembre : Il deserto rosso (Le Désert rouge), film de Michelangelo Antonioni
- 18 décembre : Matrimonio all'italiana (Mariage à l'italienne), film de Vittorio De Sica
- 31 décembre : Il figlio di Cleopatra (El Kebir, fils de Cléopâtre), film de Ferdinando Baldi

#### Autres films sortis en Italie en 1964
- 9 mai : Strana voglia di una vedova (Du grabuge chez les veuves), film franco-italien de Jacques Poitrenaud.

#### Mostra de Venise
- Lion d'or pour le meilleur film : Le Désert rouge (Il Deserto rosso) de Michelangelo Antonioni
- Coupe Volpi pour la meilleure interprétation masculine : Tom Courtenay pour Pour l'exemple (King & Country) de Joseph Losey
- Coupe Volpi pour la meilleure interprétation féminine : Harriet Andersson pour Att älska de Jörn Donner

### Littérature

#### Livres parus en 1964
- Califfa d'Alberto Bevilacqua (Rizzoli)
- La nuova pesa, de Paolo Volponi (Il Saggiatore)

#### Prix et récompenses
- Prix Strega : Giovanni Arpino, L'ombra delle colline (Mondadori)
- Prix Bagutta : Tommaso Landolfi, Rien va, (Vallecchi
- Prix Campiello : Giuseppe Berto, Il male oscuro
- Prix Napoli : non décerné
- Prix Viareggio : Giuseppe Berto, Il male oscuro

### Mode
- Premier numéro de Vogue Italia.

## Naissances en 1964
- 28 janvier : Stefano Zanatta, coureur cycliste et directeur sportif
- 13 février : Nicoletta Elmi, actrice
- 14 février : Gianni Bugno, coureur cycliste.
- 4 mars : Paolo Virzì, réalisateur, scénariste et producteur de cinéma.
- 4 mai : Rocco Siffredi, acteur porno
- 30 septembre : Monica Bellucci, actrice

## Décès en 1964
- 21 janvier : Carlo Chiarlo, 82 ans, nonce apostolique en Bolivie (en), au Costa Rica (en) et au Nicaragua (en), délégué apostolique au Guatemala (en) et internonce au Salvador et au Honduras (en), puis au Panama (en) et enfin au Brésil (en) et cardinal (° 4 novembre 1881)
- 4 mars : Pippo Rizzo, 67 ans, peintre du mouvement futuriste.  (° 6 janvier 1887)
- 11 avril : Ersilio Ambrogi, 81 ans, avocat, homme politique, membre du Parti communiste italien dès sa fondation. (° 16 mars 1883)
- 25 mai : Alda Borelli,  84 ans, actrice de théâtre et de cinéma. (° 4 novembre 1879)
- 18 juin : Giorgio Morandi, peintre et graveur (° 20 juillet 1890.
- 30 septembre : Mario Almirante, 74 ans, acteur et réalisateur. (° 18 février 1890)
- 13 novembre : Gabriele Santini, 78 ans, chef d'orchestre, l’un des grands chefs verdiens de sa génération. (° 20 janvier 1886)
- 13 décembre : Ernesto Almirante, 87 ans, acteur. (° 24 septembre 1877)